# Molippa denhezi
Molippa denhezi är en fjärilsart som beskrevs av Lemaire 1969. Molippa denhezi ingår i släktet Molippa och familjen påfågelsspinnare. Inga underarter finns listade i Catalogue of Life.